# Gregory van der Wiel

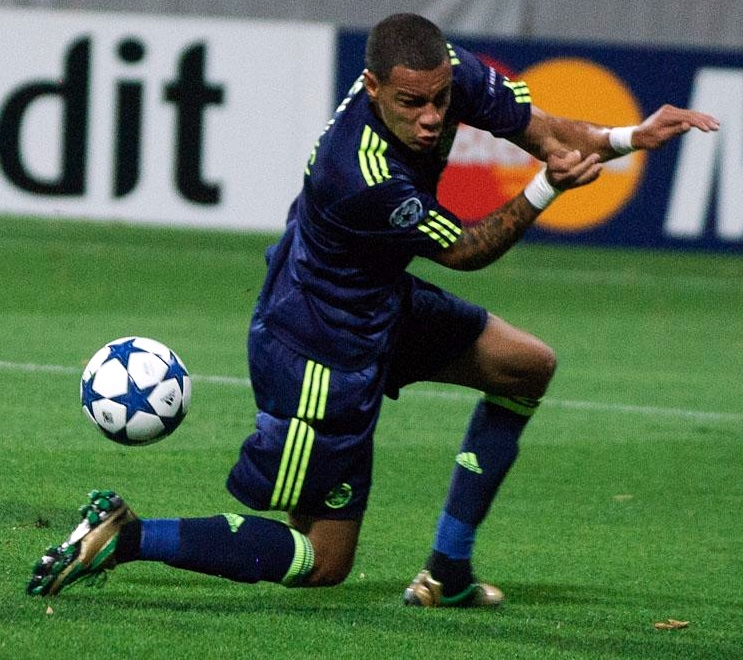
Van der Wiel az Ajax védőjeként

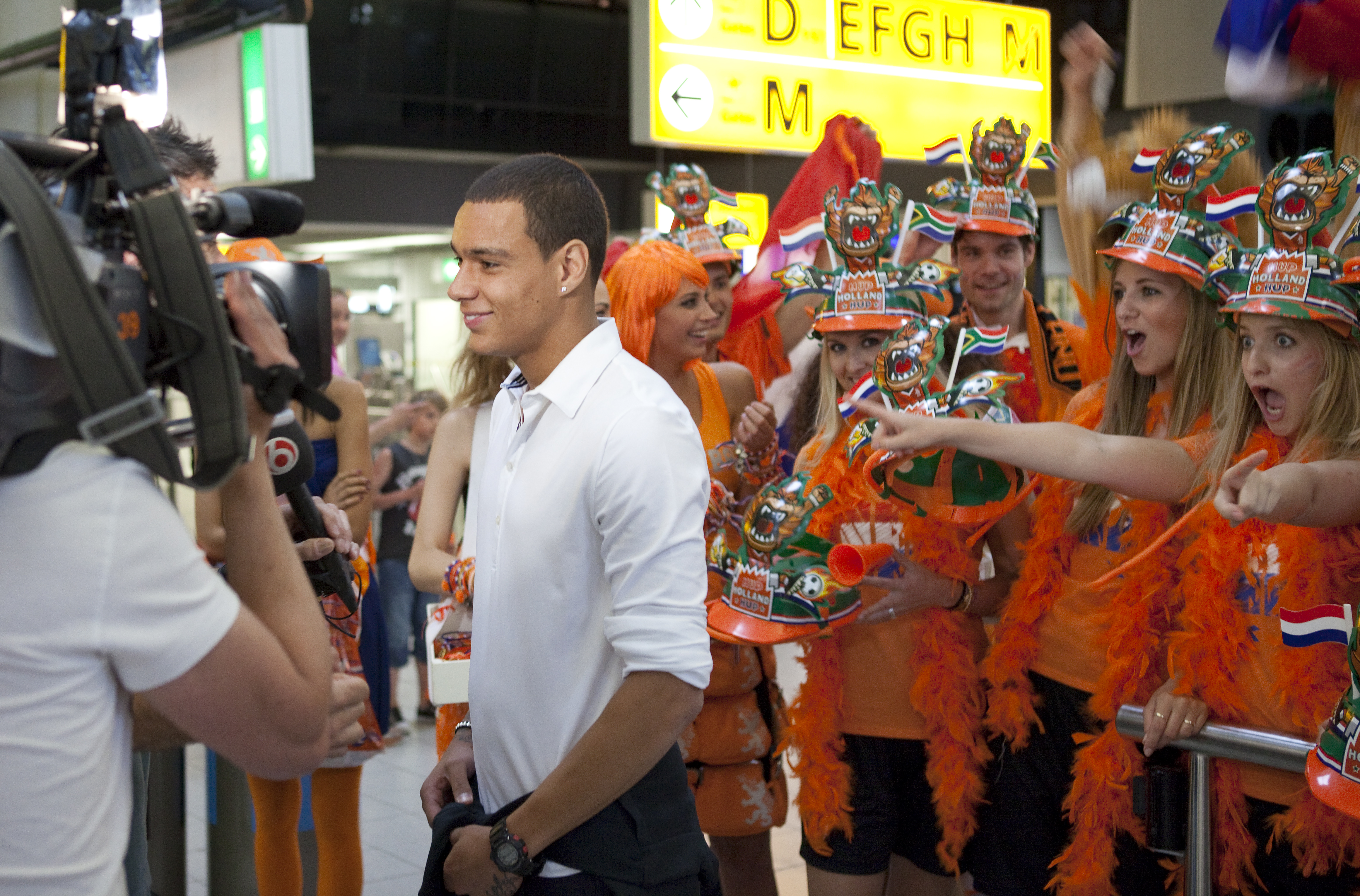
Van der Wiel együtt a holland-drukkerekkel

Gregory Kurtley van der Wiel (Amszterdam, 1988. február 2.) holland válogatott labdarúgó. Profi karrierje 5 évében az AFC Ajax labdarúgócsapatában játszott jobb oldali védőjátékosként. és tagja a Holland-válogatott felnőtt csapatának is. Van der Wiel az egyike azon játékosoknak akik az AFC Ajax híres ifjúsági akadémiájáról kerültek be a csapatba. Védőjátékos de mivel nagyon gyorsan tud futni, ezért nagyon jó a támadásokban is. 2010-ben Van der Wiel megkapta a Johan Cruyff-díjat, amit minden évben "Az Év Fiatal Játékosának" ítélnek oda Hollandiában. Egészen 2012 szeptemberéig volt az Ajax játékosa és ekkor igazolt át  a Paris Saint-Germainhez.
A felnőtt válogatottban 2009 februárjában debütált, és tagja volt a 2010-es Világbajnokságon ezüstérmet szerző holland-válogatott keretének. Van der Wiel édesapja Curaçao-ról származik és az édesanyja sem eredeti holland. Gregory a holland anyanyelve mellett nagyon jól beszél angolul.

## Pályafutása

### AFC Ajax
Gregory van der Wiel 2007. március 11-én mutatkozott be az Ajax első csapatában egy FC Twente elleni idegenbeli mérkőzésen. Ezt a mérkőzést az Ajax nyerte meg 4:1 arányban. Ebben a szezonban még három mérkőzésen lépett pályára. Karrierje első trófeáját 2007. augusztus 11-én nyerte meg. Ezen a napon játszották a Holland-Szuperkupa döntőt. Az Amszterdamban lejátszott mérkőzést az Ajax nyerte meg 1:0-ra a PSV Eindhoven-nel szemben. A következő - 2007-08-as - szezonban már hat mérkőzésen lépett pályára.
A 2008-09-es szezonban már a kezdő tizenegyben volt a helye, mivel az új edző, Marco van Basten bízott a tudásában. Eredetileg középhátvéd volt a szerepe de Van Basten később áthelyezte őt jobbhátvédnek, ahol azóta is játszik és nagyon jó teljesítményt nyújt. 2008. december 17-én egy szerencsétlen kimenetelű UEFA-kupa mérkőzést játszott a Slavia Prága ellen az Arénában. Ezen a mérkőzésen lőtt egy öngólt és emiatt 2:2 lett a végeredmény. Még ebben a szezonban megszerezte az első bajnoki gólját. 2009. március 1-jén egy idegenbeli mérkőzésen az FC Utrecht ellen 0:2-re győzött az Ajax a Galgenwaard stadionban. Három héttel később, március 22-én megszerezte a második gólját is. A Bredában lejátszott mérkőzést 0:3-ra nyerte az Ajax a NAC Breda ellen. A szezon végén ő kapta meg az "Ajax év tehetsége" díjat mivel 40 mérkőzést játszott le a szezonban és sikerült debütálnia a holland-válogatottban is.
A 2009-10-es szezont egy új edző irányítása alatt kezdte meg a csapat. Az új edző Martin Jol lett. Augusztus 8-án az RKC Waalwijk felett aratott 4:1-es győzelem napján lőtte be Van der Wiel a harmadik bajnoki gólját. Ez a gól volt az első amit az Amsterdam Arena-ban lőtt. Ezen a mérkőzésen az AFC Ajax többi gólját a csapatkapitány, Luis Suárez lőtte. Október 25-én Alkmaarban 2:4-re győzte le a címvédőt az Ajax és ezen a mérkőzésen lőtte be Van der Wiel a szezonbeli második gólját. November 1-jén a "Klassieker"-en amit az Ajax nyert meg 5:1-re - az örök rivális Feyenoord ellen - is betalált Van der Wiel az Arena-ban. 2010. május 6-án nyerte meg a csapat a 18. kupagyőzelmét. A Holland-kupadöntő mindkét mérkőzését megnyerte az Ajax a Feyenoord ellen. Van der Wiel mindkét mérkőzésen nagyon jól játszott. Az Arena-ban 2:0, míg a visszavágón a De Kuip-ban pedig 4:1-re győztek az amszterdamiak. A szezon folyamán összesen 43 mérkőzést játszott és 6 gólt lőtt. A szezon végén pedig Van der Wiel megkapta a Johan Cruyff-díjat. A díjat, amit az "Év fiatal játékosa" kap.
A 2010-11-es szezonban is bent maradt a kezdőtizenegyben. A szezon elején nem tudta azt a formáját hozni amit az előző szezon második felében nyújtott. Később aztán fokozatosan jobb lett a játéka. Augusztus 14-én megszerezte a szezonbeli első gólját. Ezen a mérkőzésen az Ajax hazai pályán 4:2-re győzte le a Vitesse Arnhem csapatát. A szezon többi részében is alapjátékosa volt a csapatnak. Egy mérkőzés kivételével az összesen pályára lépett. Akkor eltiltás miatt nem vehetett részt a mérkőzésen. Február 27-én pedig a 100. bajnoki mérkőzésén lépett pályára Ajax-színekben. Ez a jubileum, pont egy hatalmas mérkőzésre esett. Egy örökrangadóra Eindhovenben a PSV ellen. A mérkőzés 0:0-val végződött, ahogy ősszel Amszterdamban is. Gregory szépen játszott és nagy érdeme lett abban, hogy a csapat védelme is erős volt és nem kaptak gólt. Miután május 15-én, a bajnokság utolsó fordulójában hazai pályán legyőzték a Twente Enschede csapatát 3:1-re, Van der Wiel megszerezte első bajnoki címét az Ajax csapatával. A mérkőzésen Gregory is nagyon jól játszott és 2 gólpasszal járult hozzá a győzelemhez.
A 2011-12-es szezon kezdete előtt sok hír röppent fel, hogy Gregory klubot fog váltani. Leginkább a Chelsea és a Bayern München szerette volna őt leigazolni. De végül maradt az Ajax kezdőcsapatában. Szezonbeli első gólját már a 2. fordulóban, az SC Heerenveen ellen megnyert mérkőzésen meg is szerezte. November 2-án belőtte élete első gólját a BL-ben. A Dinamo Zágráb elleni mérkőzést az Ajax könnyedén 4:0-ra nyerte meg és Van der Wiel-t választották a "Mérkőzés emberének". Decemberben viszont lágyéksérülést szenvedett és ezért több hónapot kellett kihagynia. Április 11-én lépett ismét pályára, az SC Heerenveen ellen 5:0-ra megnyert mérkőzésen. Utána ismét minden mérkőzésen pályára lépett. A Twente Enschede ellen 1:2-re megnyert rangadón pedig be is lőtte idei második bajnoki gólját. A szezont végül a lehető legjobban fejezte be csapatával, mivel ismét bajnokok lettek.
Gregory számára jól indult a következő - 2012-13-as - szezon. Augusztus 12-én, az AZ elleni nyitómérkőzésen lőtt egy hatalmas gólt amivel vezetéshez juttatta csapatát. Az eredmény végül 2:2 lett. Az első három fordulóban mindig pályára lépett de gólt már nem sikerült lőnie. Egész nyáron beszéltek arról, hogy Van der Wiel nem hosszabbítja meg a jövő nyáron lejáró szerződését és még idén szeretne eligazolni. Végül szeptember 1-jén bejelentették, hogy a francia PSG 6 millió euróért leigazolta őt. Így 5 év után távozott az Ajaxtól.

### Paris Saint-Germain
Miután átigazolt a PSG-hez azonnal edzésbe is állt. Viszont több hétig nem léphetett pályára új csapatában. Első alkalommal a 2012-13-as szezon 6. fordulójában mutatkozhatott be új csapatában egy Bastia ellen 0:4-re megnyert mérkőzésen.

### Fenerbahce
2017 nyarán a török Fenerbahçe szerződtette, amelynek színeiben tizenkét tétmérkőzésen lépett pályára.

### Cagliari
2017. augusztus 27-én, egy szezont követően az olasz Cagliarihoz igazolt. Ő lett a szárd csapat első holland játékosa. A kettes számú mezt kapta új klubjában,  amelynek színeiben a Genoa elleni 2–3-as hazai vereség alkalmával mutatkozott be. Sérülései miatt mindössze hat találkozón lépett pályára.

### Toronto FC
2018. február 1-jén a Major League Soccer címvédőjéhez, a Toronto FC-hez írt alá.

### Válogatott
Első alkalommal a Holland U21-es válogatottban debütált a 2007-es Toulon-i tornán. A felnőtt válogatottban 2009. február 11-én mutatkozott be egy barátságos mérkőzésen Tunézia ellen. Ezen a mérkőzésen csereként lépett pályára, egy korábbi Ajax-csapattársát, John Heitinga-t váltva. Első tétmérkőzését a válogatottban 2009. március 28-án játszotta a 2010-es vb-selejtezők egyikén Skócia ellen. Ezt az összecsapást a hollandok nyerték meg 3:0-ra és ezen a mérkőzésen Van der Wiel a kezdőben kapott helyet. A következő selejtezőn is a kezdő csapatban volt. Április 1-jén játszották ezt a mérkőzést Hollandiában, amelyet a hazaiak nyertek meg elég simán 4:0-ra Macedónia ellen. Ezeken a mérkőzéseken nagyon jó teljesítményt nyújtott. Ezáltal ő lett a holland-válogatott elsőszámú jobbhátvédje.
Így volt ez a 2010-es Dél-Afrikai világbajnokságon is. Ő volt a holland csapat egyik olyan játékosa a tornán akik a legtöbbet játszották. Van der Wiel 5 mérkőzést játszott a világbajnokságon és ebből mindegyiken kezdőként lépett pályára. Egyedül a Kamerun elleni csoportmérkőzésen és az Uruguay elleni elődöntőn nem vett részt.
A világbajnokság után szeptember 3-án lépett először pályára a válogatottal. Ez már a 2012-es Európa-bajnokság selejtező mérkőzése volt San Marino ellen, melyet az Oranje nyert meg idegenben 0:5-re. Ezen a mérkőzésen Van der Wiel adta az Oranje ötödik góljánál - amit Van Nistelrooy lőtt - a gólpasszt. Ezután még 3 selejtezőt és egy barátságos mérkőzést játszott 2010-ben az Oranje, melyek közül az összeset megnyerte. Mind a négy mérkőzésen pályára lépett Van der Wiel. Hollandia 2011. szeptember 2-án látta vendégül San Marino válogatottját, ami visszavágó volt a 2012-es Eb-selejtezőben. Gregory is pályán volt végig és a nagyon jó védő és szélső játékának is lehetett köszönni, hogy az Oranje megszerezte történelmének addigi legnagyobb arányú győzelmét tétmérkőzésen. Az Oranje 11:0-s győzelmet aratott az eindhoveni Phillips-stadionban.
Gregory tagja volt az Oranje keretének a 2012-es Európa-bajnokságon is. Ez a torna hatalmas csalódással fejeződött be a holland csapat számára. Annak ellenére, hogy 2 évvel ezelőtt ezüstérmesek lettek a vb-n, az idei Eb-n már a csoportkörből sem jutottak tovább. Mindhárom mérkőzésen kezdőként lépett pályára. Az első mérkőzést Dánia ellen játszották, ahol 0:1-es vereséget szenvedtek el. A következő összecsapást a Németek ellen veszítették el 1:2-re, míg az utolsó csoportkörben Portugáliától szenvedtek el 1:2-es vereséget.

#### Eddigi válogatott mérkőzései
| No. | Dátum      | Mérkőzés                     | Végeredmény | Típus           | Góljai száma |
| --- | ---------- | ---------------------------- | ----------- | --------------- | ------------ |
| 1.  | 2009-02-11 | Tunézia - Hollandia          | 1-1         | Barátságos      | 0            |
| 2.  | 2009-03-28 | Hollandia - Skócia           | 3-0         | vb-selejtező    | 0            |
| 3.  | 2009-04-01 | Hollandia - Észak-Macedónia  | 4-0         | vb-selejtező    | 0            |
| 4.  | 2009-09-05 | Hollandia - Japán            | 3-0         | Barátságos      | 0            |
| 5.  | 2009-09-09 | Skócia - Hollandia           | 0-1         | vb-selejtező    | 0            |
| 6.  | 2009-11-14 | Olaszország - Hollandia      | 0-0         | Barátságos      | 0            |
| 7.  | 2009-11-18 | Hollandia - Paraguay         | 0-0         | Barátságos      | 0            |
| 8.  | 2009-03-03 | Hollandia - Egyesült Államok | 2-1         | Barátságos      | 0            |
| 9.  | 2010-06-01 | Hollandia - Ghána            | 4-1         | Barátságos      | 0            |
| 10. | 2010-06-05 | Hollandia - Magyarország     | 6-1         | Barátságos      | 0            |
| 11. | 2010-06-14 | Hollandia - Dánia            | 2-0         | vb csoportkör   | 0            |
| 12. | 2010-06-19 | Hollandia - Japán            | 1-0         | vb csoportkör   | 0            |
| 13. | 2010-06-28 | Hollandia - Szlovákia        | 2-1         | vb-nyolcaddöntő | 0            |
| 14. | 2010-07-02 | Hollandia - Brazília         | 2-1         | vb-negyeddöntő  | 0            |
| 15. | 2010-07-11 | Hollandia - Spanyolország    | 0-1 (h.u.)  | vb-döntő        | 0            |
| 16. | 2010-09-03 | San Marino - Hollandia       | 0-5         | Eb-selejtező    | 0            |
| 17. | 2010-09-07 | Hollandia - Finnország       | 2-1         | Eb-selejtező    | 0            |
| 18. | 2010-10-08 | Moldova - Hollandia          | 0-1         | Eb-selejtező    | 0            |
| 19. | 2010-10-12 | Hollandia - Svédország       | 4-1         | Eb-selejtező    | 0            |
| 20. | 2010-11-17 | Hollandia - Törökország      | 1-0         | Barátságos      | 0            |
| 21. | 2011-02-09 | Hollandia - Ausztria         | 3-1         | Barátságos      | 0            |
| 22. | 2011-03-25 | Magyarország - Hollandia     | 0-4         | Eb-selejtező    | 0            |
| 23. | 2011-03-29 | Hollandia - Magyarország     | 5-3         | Eb-selejtező    | 0            |
| 24. | 2011-06-04 | Brazília - Hollandia         | 0-0         | Barátságos      | 0            |
| 25. | 2011-06-08 | Uruguay - Hollandia          | 1-1         | Barátságos      | 0            |
| 26. | 2011-09-02 | Hollandia - San Marino       | 11-0        | Eb-selejtező    | 0            |
| 27. | 2011-09-06 | Finnország - Hollandia       | 0-2         | Eb-selejtező    | 0            |
| 28. | 2011-10-07 | Hollandia - Moldova          | 1-0         | Eb-selejtező    | 0            |
| 29. | 2011-10-11 | Svédország - Hollandia       | 3-2         | Eb-selejtező    | 0            |
| 30. | 2011-11-15 | Németország - Hollandia      | 3-0         | Barátságos      | 0            |
| 31. | 2012-05-26 | Hollandia - Bulgária         | 1-2         | Barátságos      | 0            |
| 32. | 2012-05-30 | Hollandia - Szlovákia        | 2-0         | Barátságos      | 0            |
| 33. | 2012-06-02 | Hollandia - Észak-Írország   | 6-0         | Barátságos      | 0            |
| 34. | 2012-06-09 | Hollandia - Dánia            | 0-1         | Eb csoportkör   | 0            |
| 35. | 2012-06-13 | Németország - Hollandia      | 2-1         | Eb csoportkör   | 0            |
| 36. | 2012-06-17 | Portugália - Hollandia       | 2-1         | Eb csoportkör   | 0            |

## Statisztika
2012. október 27.
| Szezon              | Klub                | Bajnokság           | Bajnokság | Bajnokság | Kupa  | Kupa | Szuperkupa | Szuperkupa | Nemzetközi | Nemzetközi | Összes | Összes |
| Szezon              | Klub                | Bajnokság           | Mérk.     | Gól.      | Mérk. | Gól. | Mérk.      | Gól.       | Mérk.      | Gól.       | Mérk.  | Gól.   |
| ------------------- | ------------------- | ------------------- | --------- | --------- | ----- | ---- | ---------- | ---------- | ---------- | ---------- | ------ | ------ |
| 2006/07             | AFC Ajax            | Eredivisie          | 4         | 0         | 0     | 0    | 0          | 0          | 0          | 0          | 4      | 0      |
| 2007/08             | AFC Ajax            | Eredivisie          | 6         | 0         | 0     | 0    | 1          | 0          | 1          | 0          | 8      | 0      |
| 2008/09             | AFC Ajax            | Eredivisie          | 32        | 2         | 1     | 0    | 0          | 0          | 9          | 0          | 42     | 2      |
| 2009/10             | AFC Ajax            | Eredivisie          | 34        | 6         | 6     | 0    | 0          | 0          | 9          | 0          | 49     | 6      |
| 2010/11             | AFC Ajax            | Eredivisie          | 32        | 1         | 5     | 0    | 1          | 0          | 13         | 0          | 51     | 1      |
| 2011/12             | AFC Ajax            | Eredivisie          | 19        | 2         | 1     | 0    | 1          | 0          | 6          | 1          | 27     | 3      |
| 2012/13             | AFC Ajax            | Eredivisie          | 3         | 1         | 0     | 0    | 0          | 0          | 0          | 0          | 3      | 1      |
| Eredivisie összesen | Eredivisie összesen | Eredivisie összesen | 130       | 12        | 13    | 0    | 3          | 0          | 38         | 1          | 184    | 13     |
| 2012/13             | PSG                 | Ligue 1             | 5         | 0         | 0     | 0    | 0          | 0          | 1          | 0          | 6      | 0      |
| Ligue 1 összesen    | Ligue 1 összesen    | Ligue 1 összesen    | 5         | 0         | 0     | 0    | 0          | 0          | 1          | 0          | 6      | 0      |
| ÖSSZESEN            | ÖSSZESEN            | ÖSSZESEN            | 135       | 12        | 13    | 0    | 3          | 0          | 39         | 1          | 190    | 13     |

## Eddigi sikerek

### Csapat
AFC Ajax
- Bajnoki cím (2x): 2011, 2012
- Holland kupagyőzelem (2x): 2007, 2010
- Holland szuperkupa (2x): 2006, 2007

Válogatott
- 2010-es Világbajnokság: ezüstérem

### Egyéni
- AFC Ajax: Év tehetsége (1x): 2009
- Eredivisie: Év fiatal játékosa (1x): 2010